# آندریفکا (شهرستان کوگارچینسکی، باشقیرستان)
آندریفکا (انگلیسی: Andreyevka, Kugarchinsky District, Republic of Bashkortostan) یک شهرک در شهرستان کوگارچینسکی جمهوری باشقیرستان در کشور روسیه است.